# T-Pistonz+KMC ストーリーヨ! 〜はじめてのべすと〜
『T-Pistonz+KMC ストーリーヨ! 〜はじめてのべすと〜』（ティーピストンズプラスケムシ ストーリーヨ! 〜はじめてのべすと〜）はT-Pistonz+KMCの1枚目のコンピレーション・アルバム。2012年2月22日にFRAMEから発売された。品番はPKCF-1074。販売元はキングレコード。

## 概要
6thシングル「元気になリーヨ!」を除く2008年～2011年にリリースされたシングル曲、タイアップ曲が収録されたベストアルバム。

## 収録曲
1. リーヨ〜青春のイナズマイレブン〜 / T-Pistonz
  - 作詞・作曲：山崎徹&弘、編曲：T-Pistonz
  - ニンテンドーDSゲーム「イナズマイレブン」OPテーマ
  - アルバム初収録
2. 立ち上がリーヨ / T-Pistonz
  - 作詞・作曲：山崎徹、編曲：T-Pistonz&高橋諭一、ブラスアレンジ：竹上良成
  - テレビ東京系アニメ「イナズマイレブン」OPテーマ
  - アルバム初収録
3. スーパー立ち上がリーヨ!
  - 作詞・作曲：山崎徹&KMC、編曲：菊谷知樹、ブラスアレンジ：竹上良成
  - 「劇場版イナズマイレブン 最強軍団オーガ襲来」OPテーマ
4. マジで感謝!
  - 作詞：山崎徹・弘&KMC、作曲：山崎徹&弘、編曲：菊谷知樹
  - テレビ東京系アニメ「イナズマイレブン」OPテーマ
5. スゲーッマジで感謝!～スーパーファイア～
  - 作詞：山崎徹・弘&KMC、作曲：山崎徹&弘、編曲：鈴木俊介
  - ニンテンドーDSゲーム「イナズマイレブン2 驚異の侵略者 ファイア」OPテーマ
  - アルバム初収録
6. つながリーヨ
  - 作詞：山崎徹・弘&KMC、作曲：山崎徹&弘、編曲：鈴木俊介
  - ニンテンドーDSゲーム「イナズマイレブン2 驚異の侵略者 ブリザード」OPテーマ／テレビ東京系アニメ「イナズマイレブン」OPテーマ
7. みんなあつまリーヨ!
  - 作詞・作曲：山崎徹&弘、編曲：鈴木俊介、ブラスアレンジ：竹上良成
  - ニンテンドーWiiゲーム「イナズマイレブン　ストライカーズ」OPテーマ
  - アルバム初収録
8. 世界中のみんなあつまリーヨ!
  - 作詞・作曲：TPK、編曲：菊谷知樹、ブラスアレンジ：竹上良成
  - ニンテンドーWiiゲーム「イナズマイレブン ストライカーズ2012エクストリーム」OPテーマ
  - 初音源化
9. 勝って泣こうゼッ!
  - 作詞・作曲：山崎徹&KMC、編曲：菊谷知樹、ブラスアレンジ：竹上良成
  - テレビ東京系アニメ「イナズマイレブン」OPテーマ
10. GOODキター!
  - 作詞：山崎徹&KMC、作曲：山崎徹・弘&KMC、編曲：菊谷知樹、ブラスアレンジ：竹上良成
  - ニンテンドーDSゲーム「イナズマイレブン3 世界への挑戦!!スパーク」OPテーマ
11. 僕らのゴォール!
  - 作詞・作曲：山崎徹&KMC、編曲：菊谷知樹、ブラスアレンジ：竹上良成
  - テレビ東京系アニメ「イナズマイレブン」OPテーマ
12. 天までとどけっ!
  - 作詞：山崎徹・弘&KMC、作曲：山崎弘&KMC、編曲：菊谷知樹、ブラスアレンジ：竹上良成
  - テレビ東京系アニメ「イナズマイレブンGO」OPテーマ
13. 成せば成るのさ 七色卵
  - 作詞・作曲：TPK、編曲：菊谷知樹、ブラスアレンジ：竹上良成
  - テレビ東京系アニメ「イナズマイレブンGO」OPテーマ
14. 最強で最高
  - 作詞・作曲：山崎徹&KMC、編曲：菊谷知樹
  - 「劇場版イナズマイレブン 最強軍団オーガ襲来」EDテーマ